# Serres-Morlaàs
Serres-Morlaàs ist eine französische Gemeinde mit 856 Einwohnern (Stand 1. Januar 2022) im Département Pyrénées-Atlantiques in der Region Nouvelle-Aquitaine (vor 2016: Aquitanien). Die Gemeinde gehört zum Arrondissement Pau und zum Kanton Pays de Morlaàs et du Montanérès (bis 2015: Kanton Morlaàs).
Der Name der Gemeinde ist gascognischen Ursprungs, bedeutet „Hügel“ und knüpft an die geografische Lage auf einer Erhöhung über dem Tal des Luy de Béarn an.
Die Bewohner werden Serres-Morlanais und Serres-Morlanaises genannt.

## Geographie
Serres-Morlaàs liegt ca. 10 km nordöstlich und damit im urbanen Einzugsbereich von Pau in der historischen Provinz Béarn.
Umgeben wird der Ort von den Nachbargemeinden:
|         | Morlaàs                                     |         |
| Morlaàs | Kompassrose, die auf Nachbargemeinden zeigt | Morlaàs |
|         | Sendets                                     |         |

Serres-Morlaàs liegt im Einzugsgebiet des Flusses Adour.
Der Luy de Béarn durchquert das Gebiet der Gemeinde. Der Lannot und die Gouttere de Babachette, Nebenflüsse des Luy de France, entspringen in Serres-Morlaàs.

## Geschichte
Die Geschichte reicht weit zurück, wie Fundamente belegen, die auf Luftaufnahmen identifiziert wurden, sowie aufgrund einer Ansammlung von Kieselsteinen im Boden. Im Mittelalter war es eine Grundherrschaft von eher kleinerer Größe, die der Komturei des Malteserordens von Caubin und Morlaàs unterstand, die die Gerichtsbarkeit im Dorf ausübte. In der Volkszählung im Jahre 1385 wurden fünf Häuser gezählt, und das Dorf gehörte zur Bailliage von Pau.
Toponyme und Erwähnungen von Serres-Morlaàs waren:
- Serre-Morlaas (1385, Volkszählung im Béarn),
- Serra-Morlas (gegen 1540, réformation de Béarn, Manuskriptsammlung des 16. bis 18. Jahrhunderts, B. 791, Blatt 112),
- Serre morlaas (1750, Karte von Cassini),
- Serres Morlaàs (1793, Notice Communale),
- Serres-Morlaas (1801, Bulletin des lois) und
- Serres-Morlàas (1863, Dictionnaire topographique du département des Basses-Pyrénées).[4][5][6]

### Einwohnerentwicklung
Nach dem Beginn der Aufzeichnungen wuchs die Gemeinde, und ihre Größe erreichte ein Niveau von rund 300 Einwohnern in der ersten Hälfte des 19. Jahrhunderts, das bis zur Jahrhundertwende approximativ gehalten wurde. In der Folge sank die Zahl der Einwohner auf rund 200 in den 1940er Jahren. Seitdem befindet sich die Gemeinde in einer starken Wachstumsphase.
| Jahr      | 1962 | 1968 | 1975 | 1982 | 1990 | 1999 | 2006 | 2009 | 2022 |
| --------- | ---- | ---- | ---- | ---- | ---- | ---- | ---- | ---- | ---- |
| Einwohner | 222  | 282  | 382  | 525  | 554  | 639  | 679  | 697  | 856  |

## Sehenswürdigkeiten

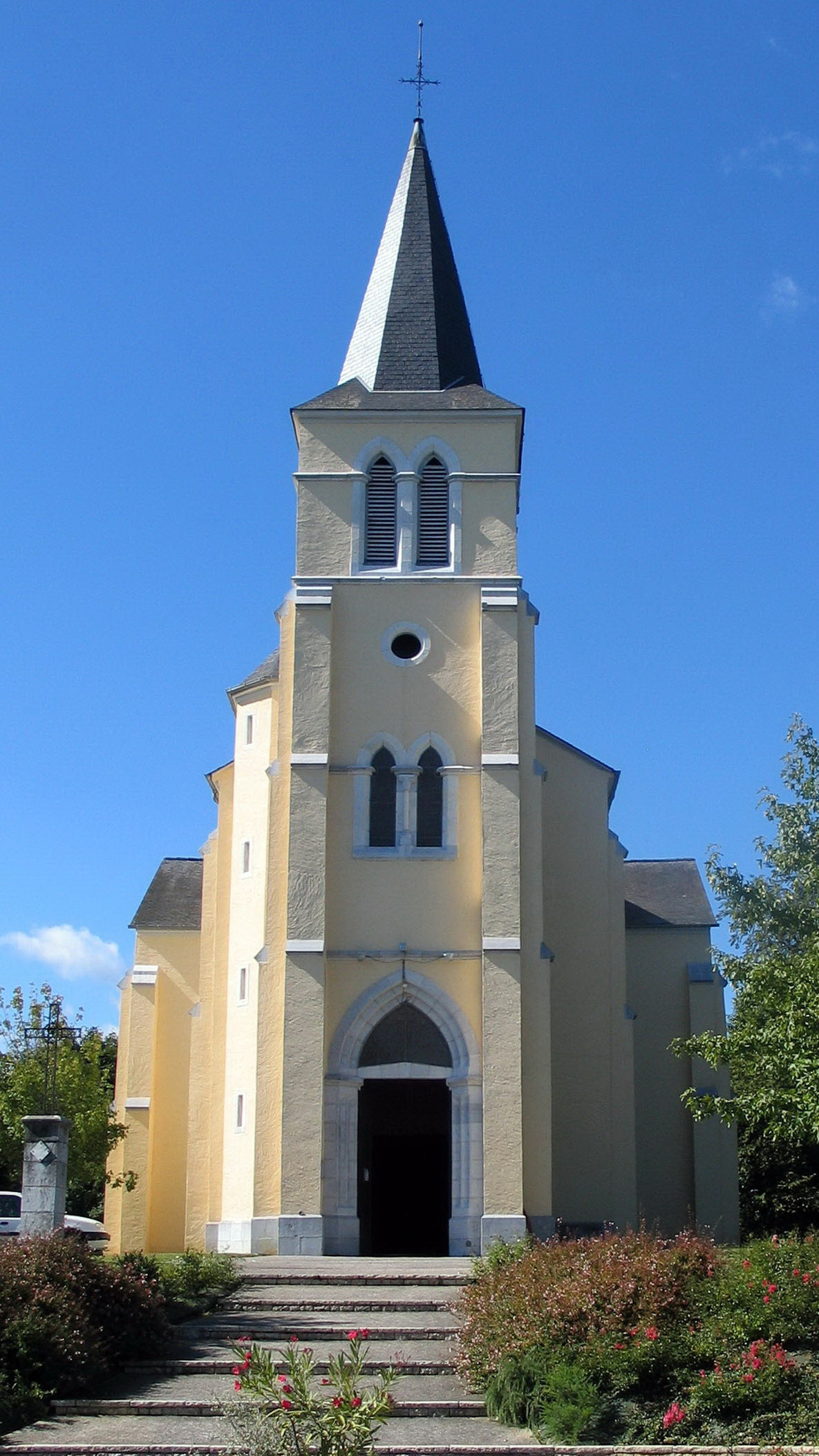
Pfarrkirche Saint-Martin

- Pfarrkirche, geweiht Martin von Tours. Seit dem Mittelalter gab es eine Kapelle in Serres-Morlaàs. Die Mitglieder der Pfarrgemeinde mussten sich dennoch nach Morlaàs begeben, um an kirchlichen Veranstaltungen teilzunehmen. Nach der Französischen Revolution, um 1810 wurde der Bau einer eigenen Kirche beschlossen. Diese heutige Kirche wurde in der zweiten Hälfte des 19. Jahrhunderts westlich der früheren Kapelle errichtet, die gleichzeitig abgerissen wurde. Gegen 1903 wurde die Kirche restauriert. Ihr einschiffiges Langhaus wird im Westen durch einen Glockenturm über dem Eingangsvorbau abgeschlossen. Fünf Glasfenster sind Werke der Glasmalerei Mauméjean aus dem Jahr 1867. Sie zeigen Darstellungen der Motive ‚Salvator mundi‘ und ‚Unbefleckte Empfängnis‘ sowie der Heiligen Martin, Petrus und Josef. Weitere Ausstattungsgegenstände aus dem 19. Jahrhundert sind als nationale Kulturgüter registriert.[9][10]

## Wirtschaft und Infrastruktur

### Bildung
Die Gemeinde verfügt über eine öffentliche Vor- und Grundschule mit 66 Schülerinnen und Schülern im Schuljahr 2017/2018.

### Verkehr
Serres-Morlaàs wird durchquert von den Routes départementales 38 und 538 und wird von einer Anruf-Buslinie des Busnetzes Idelis angefahren, das Pau und die Agglomeration bedient.
Die Autoroute A64, genannt La Pyrénéenne, durchquert ebenfalls das Gemeindegebiet, allerdings ohne direkte Ausfahrt zum Ort. Allerdings befindet sich ein Autobahnparkplatz auf dem Gebiet der Gemeinde. Die am nächsten gelegene Ausfahrt 11 ist ca. 10 km entfernt.

## Persönlichkeiten
Pierre-Marie Théas, geboren am 14. September 1894 in Barzun, gestorben am 3. April 1977 in Pau, war Bischof von Montauban und von Tarbes und Lourdes. Seine Familie lebte in Serres-Morlaàs. Während der Deutschen Besetzung Frankreichs im Zweiten Weltkrieg hat er sich als Bischof von Montauban öffentlich in Hirtenbriefen gegen die Verfolgung und Deportation der Juden eingesetzt. Er wurde von der Gestapo verhaftet und in das Konzentrationslager Royallieu bei Compiègne, (Département Oise), verbracht. Wegen der heranrückenden Alliierten als Geisel gehalten, entkam er im Sommer 1944 im Gegensatz zu vielen Insassen der Deportation. 1969 bekam er für seine Verdienste den Ehrentitel Gerechter unter den Völkern. Nach dem Krieg engagierte sich Pierre-Marie Théas für eine rasche Entlassung deutscher Kriegsgefangener und die deutsch-französische Aussöhnung in der Pax-Christi-Bewegung, dessen Präsident er bis 1950 war.